# Filipe Pastel
Helder Filipe da Costa Soares (Barrosas, Idães, 10 de fevereiro, 1982), mais conhecido como Filipe Pastel, é um futebolista de Portugal, que joga habitualmente a médio.